# Coregonus megalops
Coregonus megalops es una especie de pez de la familia Salmonidae en el orden de los Salmoniformes.

## Reproducción
Desova entre septiembre y febrero.

## Alimentación
Come plancton en el  verano.

## Distribución geográfica
Se encuentra en Europa: Suecia, Finlandia y Rusia.